# Utica Comets
Utica Comets je profesionální americký klub ledního hokeje, který sídlí v Utice ve státě New York. Do AHL vstoupil v ročníku 2013/14 a hraje v Severní divizi v rámci Východní konference. Své domácí zápasy odehrává v hale Adirondack Bank Center s kapacitou 3 860 diváků (nejmenší aréna v celé AHL). Klubové barvy jsou červená, černá a bílá.
Klub v soutěži nahradil celek Peoria Rivermen a vykonával v letech 2013–2021 funkci farmy mužstva NHL Vancouver Canucks. Ve městě hrál AHL v letech 1987–93 klub Utica Devils. Premiérovým utkáním Comets bylo 11. října 2013 klání na ledě Rochester Americans, celek prohrál 1:4. Domácí premiéru si odbyli 23. října proti Albany Devils před vyprodaným hledištěm (1:4). Počínaje sezonou 2021/22 jsou Comets zálohou New Jersey Devils.

## Úspěchy klubu
- Vítěz západní konference - 1x (2014/15)
- Vítěz divize - 2x (2014/15, 2021/22)

## Umístění v jednotlivých sezonách
Stručný přehled
Zdroj:
- 2013– : American Hockey League (Severní divize)

Jednotlivé ročníky
Zdroj:
Legenda: Z – zápasy, V – výhry, P – porážky, PP – porážky v prodloužení či na samostatné nájezdy, VG – vstřelené góly, OG – obdržené góly, B – body
| USA / Kanada (2013 – ) |                      |        |    |    |    |    |     |     |     |        |
| Sezóny                 | Liga                 | Úroveň | Z  | V  | PP | P  | VG  | OG  | B   | Pozice |
| 2013/14                | AHL (Severní divize) | 2      | 76 | 35 | 9  | 32 | 187 | 216 | 79  | 3.     |
| 2014/15                | AHL (Severní divize) | 2      | 76 | 47 | 9  | 20 | 219 | 182 | 103 | 1.     |
| 2015/16                | AHL (Severní divize) | 2      | 76 | 38 | 12 | 26 | 224 | 217 | 88  | 3.     |
| 2016/17                | AHL (Severní divize) | 2      | 76 | 35 | 9  | 32 | 195 | 220 | 79  | 5.     |
| 2017/18                | AHL (Severní divize) | 2      | 76 | 38 | 12 | 26 | 211 | 216 | 88  | 4.     |
| 2018/19                | AHL (Severní divize) | 2      | 76 | 34 | 8  | 34 | 224 | 257 | 76  | 6.     |
| 2019/20                | AHL (Severní divize) | 2      | 61 | 34 | 5  | 22 | 210 | 186 | 73  | 3.     |
| 2020/21                | AHL (Severní divize) | 2      | 28 | 16 | 1  | 11 | 89  | 88  | 33  | 4.     |
| 2021/22                | AHL (Severní divize) | 2      | 72 | 43 | 9  | 20 | 246 | 206 | 95  | 1.     |
| 2022/23                | AHL (Severní divize) | 2      | 72 | 35 | 10 | 27 | 215 | 222 | 80  | 4.     |
| 2023/24                | AHL (Severní divize) | 2      | 72 | 32 | 11 | 29 | 221 | 226 | 75  | 6.     |
| 2024/25                | AHL (Severní divize) | 2      | 72 | 31 | 8  | 33 | 196 | 223 | 70  | 7.     |

### Play-off
| Sezona  | Předkolo                                      | 1. kolo                                       | 2. kolo                                       | Finále konference                             | Finále Calder Cupu                            |
| ------- | --------------------------------------------- | --------------------------------------------- | --------------------------------------------- | --------------------------------------------- | --------------------------------------------- |
| 2013/14 | mužstvo se nekvalifikovalo                    | mužstvo se nekvalifikovalo                    | mužstvo se nekvalifikovalo                    | mužstvo se nekvalifikovalo                    | mužstvo se nekvalifikovalo                    |
| 2014/15 | —                                             | postup, 3-2, Chicago                          | postup, 4—3, Oklahoma City                    | postup, 4—2, Grand Rapids                     | Finále AHL, 1—4, Manchester                   |
| 2015/16 | —                                             | porážka, 1–3, Albany D.                       | —                                             | —                                             | —                                             |
| 2016/17 | mužstvo se nekvalifikovalo                    | mužstvo se nekvalifikovalo                    | mužstvo se nekvalifikovalo                    | mužstvo se nekvalifikovalo                    | mužstvo se nekvalifikovalo                    |
| 2017/18 | —                                             | porážka, 2–3, Toronto                         | —                                             | —                                             | —                                             |
| 2018/19 | mužstvo se nekvalifikovalo                    | mužstvo se nekvalifikovalo                    | mužstvo se nekvalifikovalo                    | mužstvo se nekvalifikovalo                    | mužstvo se nekvalifikovalo                    |
| 2019/20 | sezona nedohrána kvůli pandemii koronaviru    | sezona nedohrána kvůli pandemii koronaviru    | sezona nedohrána kvůli pandemii koronaviru    | sezona nedohrána kvůli pandemii koronaviru    | sezona nedohrána kvůli pandemii koronaviru    |
| 2020/21 | playoff se nekonalo kvůli pandemii koronaviru | playoff se nekonalo kvůli pandemii koronaviru | playoff se nekonalo kvůli pandemii koronaviru | playoff se nekonalo kvůli pandemii koronaviru | playoff se nekonalo kvůli pandemii koronaviru |
| 2021/22 | —                                             | porážka, 2–3, Rochester                       | —                                             | —                                             | —                                             |
| 2022/23 | postup, 2–0, Laval                            | porážka, 1–3, Toronto                         | —                                             | —                                             | —                                             |
| 2023/24 | mužstvo se nekvalifikovalo                    | mužstvo se nekvalifikovalo                    | mužstvo se nekvalifikovalo                    | mužstvo se nekvalifikovalo                    | mužstvo se nekvalifikovalo                    |
| 2024/25 | mužstvo se nekvalifikovalo                    | mužstvo se nekvalifikovalo                    | mužstvo se nekvalifikovalo                    | mužstvo se nekvalifikovalo                    | mužstvo se nekvalifikovalo                    |

## Klubové rekordy

### Za sezonu
Góly: 34, Reid Boucher (2019/20)
Asistence: 51, Cal O'Reilly (2014/15)
Body: 67,  Reid Boucher (2019/20)
Trestné minuty: 129, Kellan Lain (2013/14)
Čistá konta: 5, Joacim Eriksson (2013/14) a Jacob Markstrom (2014/15)
Vychytaná vítězství: 25, Thatcher Demko (2017/18)

### Celkové
Góly: 90, Reid Boucher
Asistence: 108, Alexandre Grenier
Body: 175, Alexandre Grenier
Trestné minuty: 397, Darren Archibald
Čistá konta: 5, Joacim Eriksson, Jacob Markstrom a Thatcher Demko
Vychytaná vítězství: 55, Thatcher Demko
Odehrané zápasy: 367, Carter Bancks